# لبه فرار

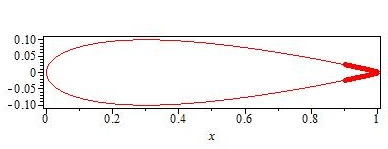
برش عرضی از یک سطح آیرودینامیک. بخش سرخ‌رنگ لبهٔ فرار است.

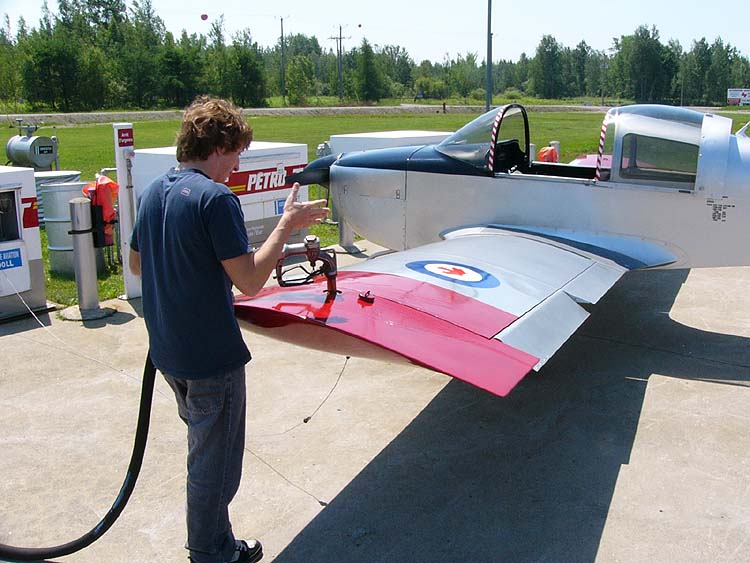
شهپرها نزدیکترین سطح کنترل لبه فرار به نوک بال هستند.

لبه فرار (به انگلیسی: Trailing edge) قسمت انتهایی بال و آخرین نقطه‌ای است که هوا پس از رد شدن از سطوح بالا و پایین بال از آن می‌گذرد. این نقطه، به نقطهٔ ترک هوا نیز معروف است.